# NGC 5613
NGC 5613 é uma galáxia espiral barrada (SB0-a) localizada na direcção da constelação de Boötes. Possui uma declinação de +34° 53' 33" e uma ascensão recta de 14 horas, 24 minutos e 05,9 segundos.
A galáxia NGC 5613 foi descoberta em 1 de Março de 1851 por William Parsons.